# Cseh férfi kézilabda-bajnokság (első osztály)
Az Extraliga a legmagasabb osztályú cseh férfi kézilabda-bajnokság. A bajnokságot 1994 óta rendezik meg. Jelenleg tizenkét csapat játszik a bajnokságban, a legeredményesebb klub, egyben a címvédő a Baník Karviná.

## Kispályás bajnokságok
| Év   | 1. hely                                           | 2. hely                                           | 3. hely                                           |
| ---- | ------------------------------------------------- | ------------------------------------------------- | ------------------------------------------------- |
| 1994 | Dukla Praha                                       | Tatra Kopřivnice                                  | HSC Plzeň                                         |
| 1995 | Dukla Praha                                       | HC Zubří                                          | Tatra Kopřivnice                                  |
| 1996 | HC Zubří                                          | Dukla Praha                                       | Baník Karviná                                     |
| 1997 | HC Zubří                                          | Baník Karviná                                     | Dukla Praha                                       |
| 1998 | HSC Plzeň                                         | Baník Karviná                                     | HC Zubří                                          |
| 1999 | HSC Plzeň                                         | SKP Frýdek-Místek                                 | Dukla Praha                                       |
| 2000 | Baník Karviná                                     | SKP Frýdek-Místek                                 | HSC Plzeň                                         |
| 2001 | Baník Karviná                                     | SKP Frýdek-Místek                                 | HC Zubří                                          |
| 2002 | Baník Karviná                                     | SKP Frýdek-Místek                                 | Allrisk-CAC Praha                                 |
| 2003 | SKP Frýdek-Místek                                 | Dukla Praha                                       | Allrisk-CAC Praha                                 |
| 2004 | Baník Karviná                                     | Allrisk-CAC Praha                                 | SKP Frýdek-Místek                                 |
| 2005 | Baník Karviná                                     | SKP Frýdek-Místek                                 | Dukla Praha                                       |
| 2006 | Baník Karviná                                     | HC Zubří                                          | HK Město Lovosice                                 |
| 2007 | Baník Karviná                                     | Dukla Praha                                       | HK Město Lovosice                                 |
| 2008 | Baník Karviná                                     | HC Zubří                                          | Dukla Praha                                       |
| 2009 | Baník Karviná                                     | HC Zubří                                          | Dukla Praha                                       |
| 2010 | Baník Karviná                                     | HC Zubří                                          | Dukla Praha                                       |
| 2011 | Dukla Praha                                       | HK Město Lovosice                                 | HC Zubří                                          |
| 2012 | HC Zubří                                          | Dukla Praha                                       | Baník Karviná                                     |
| 2013 | HBC Jičín                                         | TJ Hranice                                        | Dukla Praha                                       |
| 2014 | HSC Plzeň                                         | TJ Hranice                                        | HK Město Lovosice                                 |
| 2015 | HSC Plzeň                                         | HK Město Lovosice                                 | Královo Pole Brno                                 |
| 2016 | HSC Plzeň                                         | Dukla Praha                                       | TJ Hranice                                        |
| 2017 | Dukla Praha                                       | HSC Plzeň                                         | HC Zubří                                          |
| 2018 | Baník Karviná                                     | HSC Plzeň                                         | HC Zubří                                          |
| 2019 | HSC Plzeň                                         | Baník Karviná                                     | Dukla Praha                                       |
| 2020 | A koronavírus-járvány miatt nem avattak bajnokot. | A koronavírus-járvány miatt nem avattak bajnokot. | A koronavírus-járvány miatt nem avattak bajnokot. |
| 2021 | HSC Plzeň                                         | Baník Karviná                                     | Dukla Praha                                       |
| 2022 | Baník Karviná                                     | HSC Plzeň                                         | HC Zubří                                          |
| 2023 | HSC Plzeň                                         | Baník Karviná                                     | HK Město Lovosice                                 |
| 2024 | Baník Karviná                                     | HSC Plzeň                                         | HK Město Lovosice                                 |
| 2025 | Baník Karviná                                     | HSC Plzeň                                         | Dukla Praha                                       |

## Lásd még
- Cseh női kézilabda-bajnokság (első osztály)
- Csehszlovák férfi kézilabda-bajnokság (első osztály)